# Печериця польова
Печериця польова (Agaricus arvensis Schaeff. ex Secr., Psalliota arvensis (Schaeff.) P.Kumm.) — їстівний гриб з родини печерицеві (Agaricaceae). Місцеві назви — стерниця, печериця царинка.
| (Шампіньон польовий, Агарик польовий) |  |                                       |
| Відділ:                               |  | Базидіомікотові гриби (Basidiomycota) |
| Клас:                                 |  | Агарикоміцети (Agaricomycetes)        |
| Порядок:                              |  | Агарикальні (Agaricales)              |
| Сім’я:                                |  | Печерицеві (Agaricaceae)              |
| Рід:                                  |  | Печериця (Agaricus)                   |
| Повна назва:                          |  | Agaricus arvensis Schaeff., 1774      |

## Будова
Шапка діаметром 7 — 20 см, спочатку видовжено-конусоподібна, округло-дзвоникоподібна, напівсферична, з підвернутим краєм, пізніше випукло-розпростерта, з невеличким бугорком або приплюснута в центрі, з тонким, розпростертим, хвилястим краєм. Поверхня шапки шовковиста, гладенька або притиснуто-луската, іноді радіально-волокниста або тріщинувата, біла, біло-кремова, в місцях дотику спочатку жовтіє, пізніше набуває світло-охряного забарвлення, при підсиханні бурувато-жовта, жовто-коричнювата, оранжево-коричнювата, часто з залишками покривала на краю.
Гіменофор пластинчастий. Пластинки густі, тонкі, вільні, спочатку білуваті, сірувато-червоні, пізніше темно-коричневі, з світлим, стерильним краєм.
Споровий порошок темно-коричневий. Спори 6,3-9,5 * 4,5-5,5 мкм, яйцеподібної або еліпсоподібної форми, з гладкою поверхнею, з однією або двома флуоресціюючими каплями, коричневі.
Ніжка висотою 8 — 20 см, діаметром 1 — 3 см, циліндрична, рівна, рідко зігнута, спочатку суцільна, пізніше часто частково порожниста в центральній частині, з кільцем, гола, волокниста, біля основи покрита пластівчастим нальотом, того ж кольору, біла, біло-кермова, в місцях дотику жовтіє. Кільце просте, широке, щільне, спочатку біле, пізніше жовтувате, вгорі гладке, внизу покрите пластівчастим нальотом, розташоване в верхній частині ніжки.
М'якуш щільна, біла, на зрізі набуває охряного забарвлення, при підсиханні жовтувато-бежевого, в ніжці жовтувато-коричневого забарвлення, солодкувата на смак, з анісовим запахом.
Їстівний гриб 3 категорії, використовується після 10-ти хвилинного відварювання, вареним, смаженим, маринованим, соленим.

## Поширення та середовище існування
Зустрічається по всій Україні. Росте у листяних і хвойних лісах, на галявинах, уздовж доріг, у полезахисних смугах, парках, садах, на пасовищах. Збирають у червні — жовтні.
Вирощується промислово, збір у приміщеннях за умови контролю температури та довжини світлового дня - круглий рік, наприклад на західній Україні найбільш відоме підприємство "Мікоген" у Тернопільській області.

## Галерея

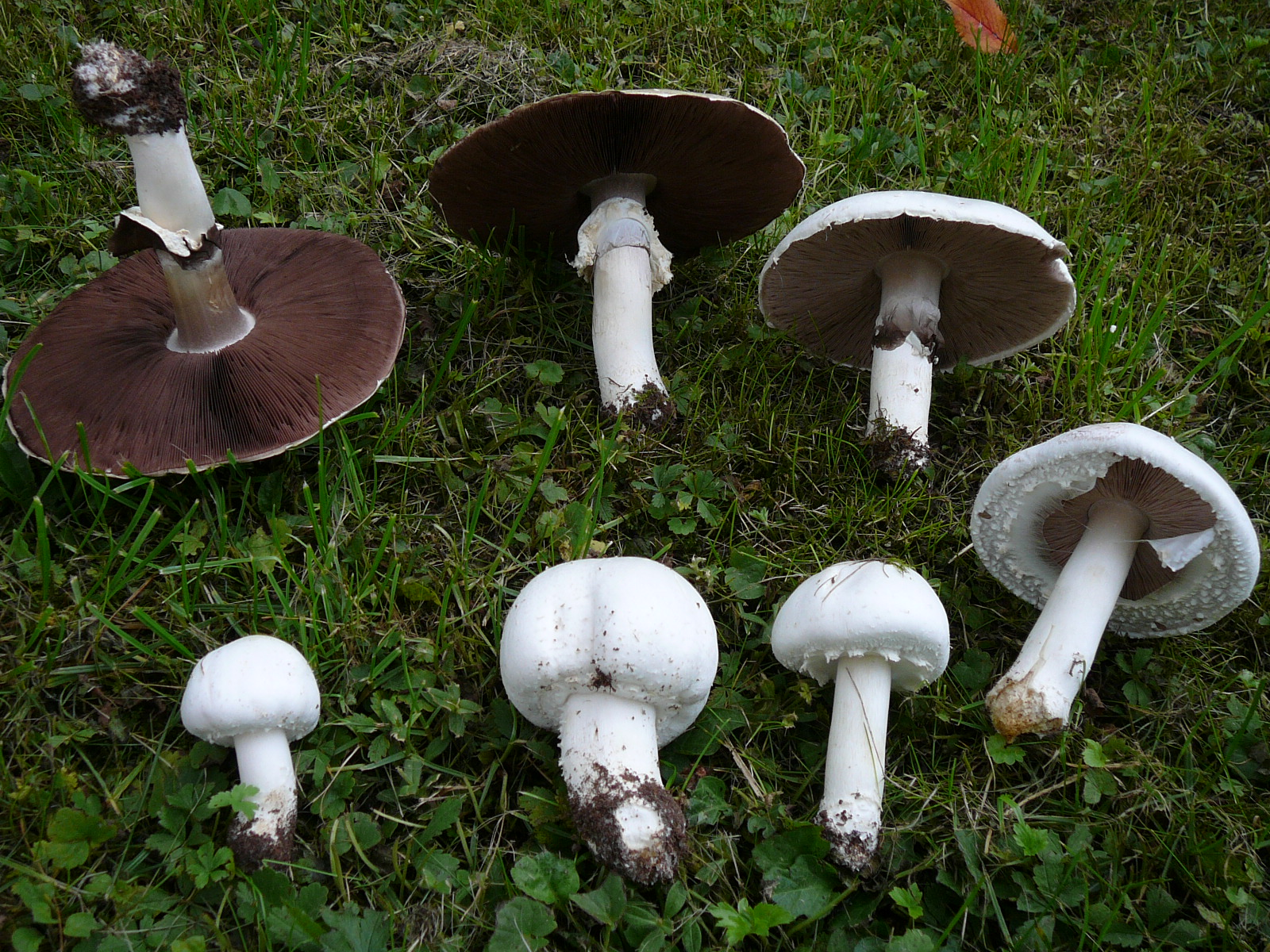
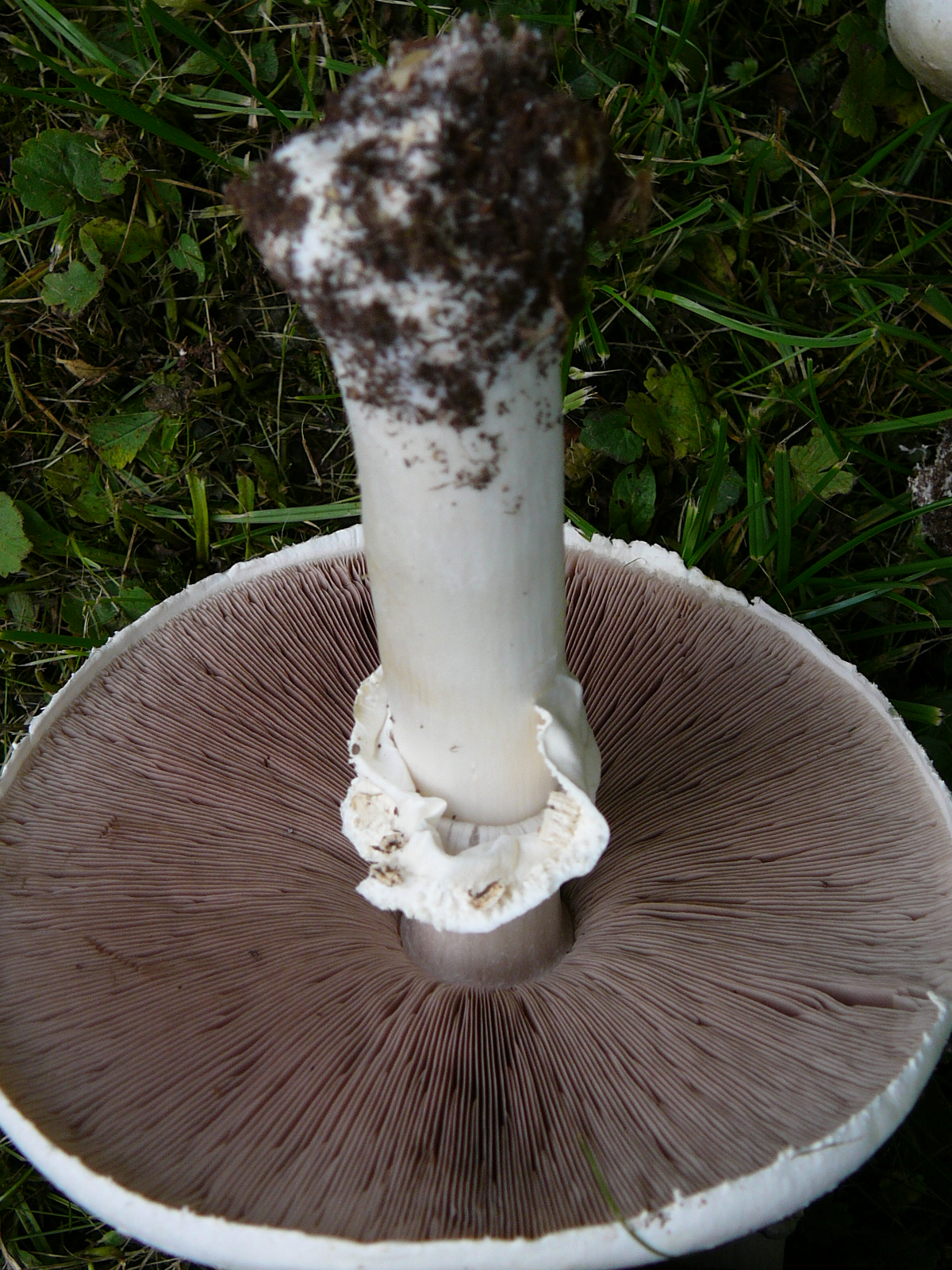
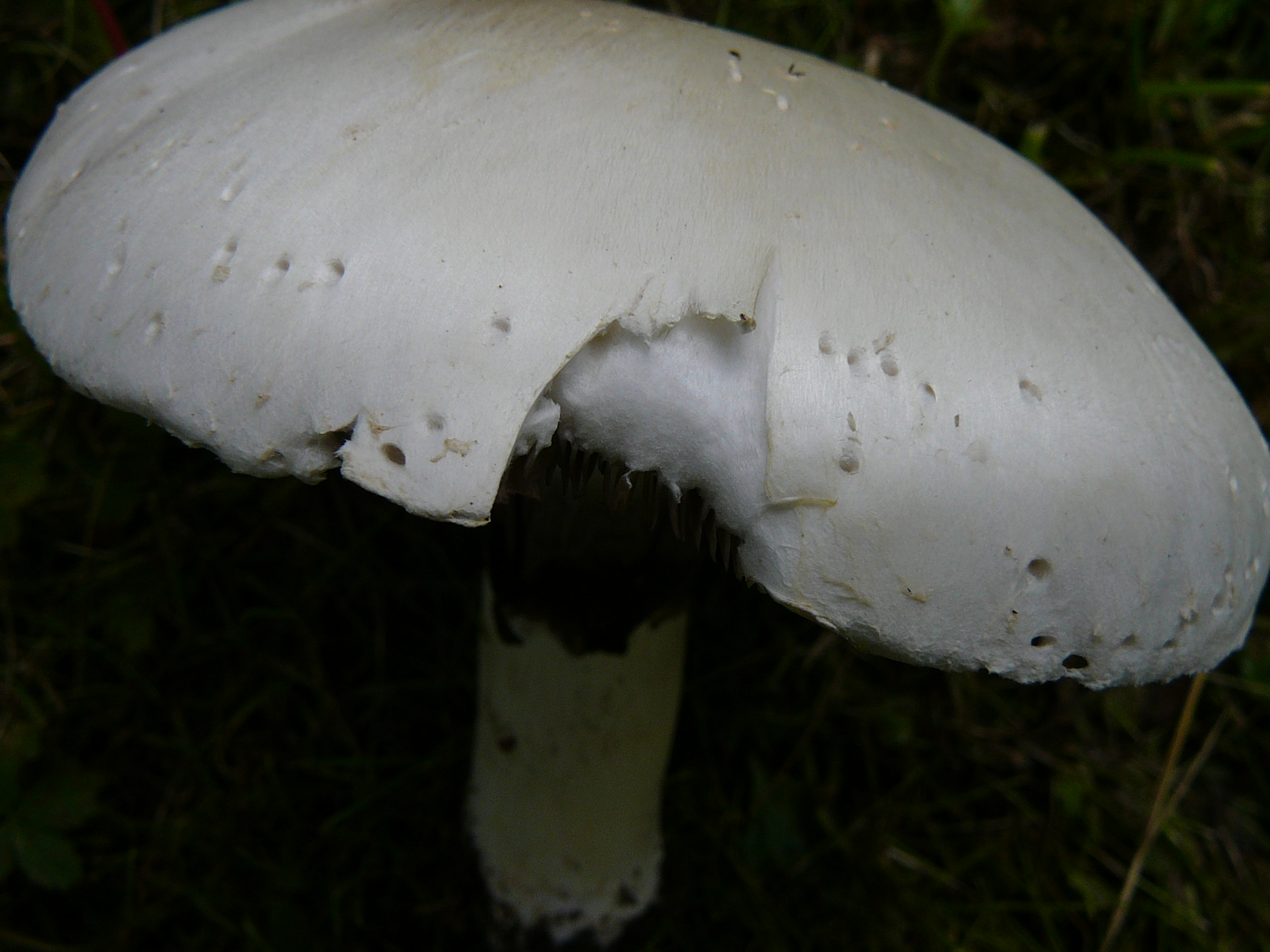
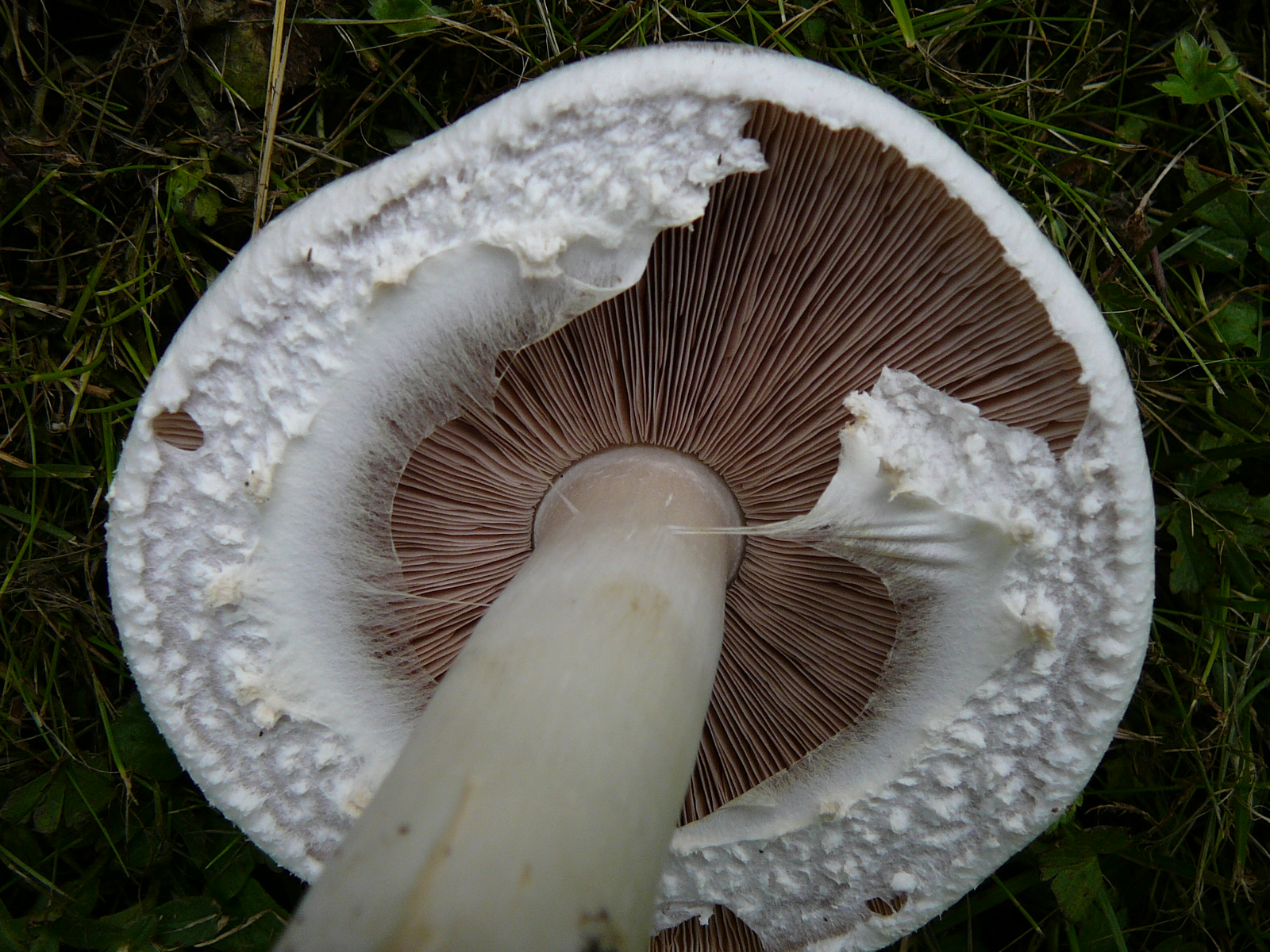
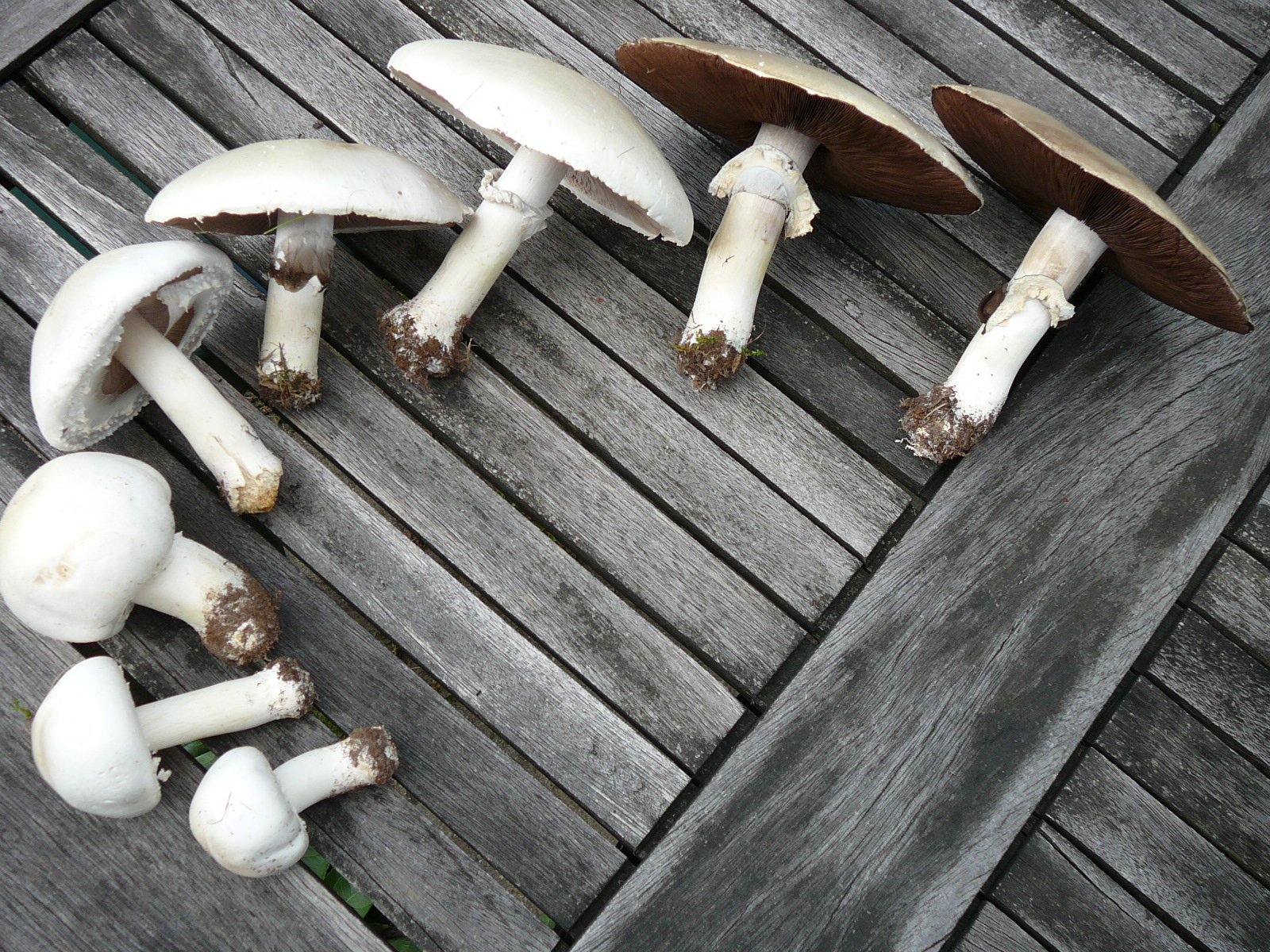
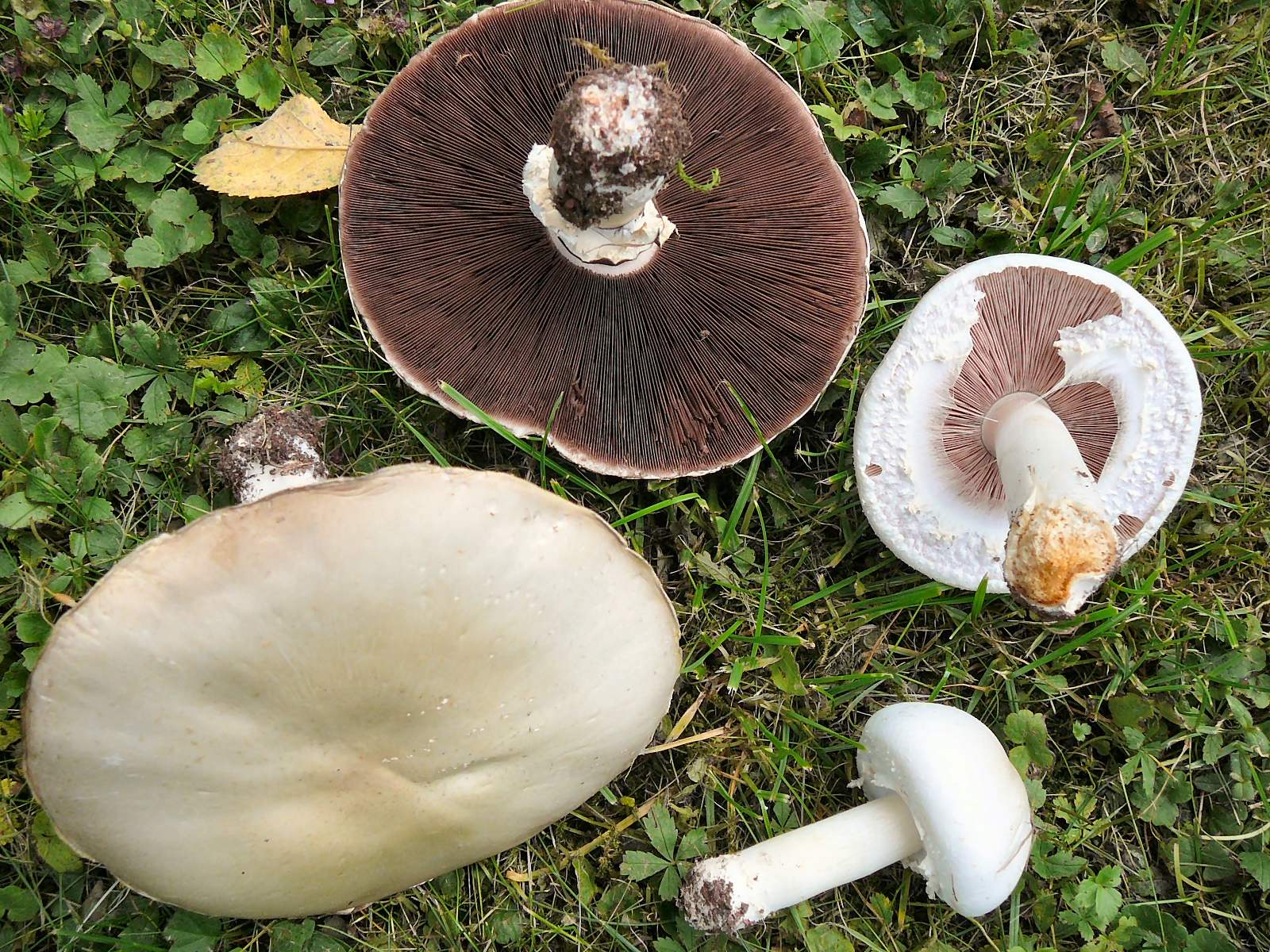

## Практичне використання
Дуже добрий їстівний гриб. Використовують вареним, смаженим. Потрібне відварювання перед вживанням. Про запас сушать, засолюють, маринують. Збираючи цей гриб, треба звертати увагу на запах м'якуша, щоб не взяти помилково печерицю рудіючу отруйну. Печерицю польову іноді збирачі грибів плутають з смертельно отруйними мухоморами — білим, білим смердючим та блідою поганкою.